# Cherleria
Cherleria là danh pháp khoa học của một chi thực vật có hoa trong họ Cẩm chướng (Caryophyllaceae). Chi này được Carl Linnaeus mô tả khoa học lần đầu tiên năm 1753 với 1 loài là  Cherleria sedoides. Trong phần lớn lịch sử phân loại của nó trong vai trò của một chi hay một tổ của chi Minuartia, nó được ghi nhận với 1 loài duy nhất - dù đôi khi có một vài loài hiện nay được xếp ở các chi khác cũng từng được đặt trong chi này, nhưng năm 2017  Abigail J. Moore và Markus S. Dillenberger đã thực hiện chuyển một loạt các loài từ Minuartia nghĩa rộng sang chi này.

## Phân bố
Các loài của chi này có phân bố tại khu vực ven Bắc cực và vùng ôn đới Bắc bán cầu, nhưng trung tâm đa dạng là bán đảo Balkan.

## Phát sinh chủng loài
Cherleria được hỗ trợ rõ ràng với 100% độ tự khởi động trong cây cpDNA và nrDNA kết hợp và là nhóm chị-em của chi Scleranthus. Nó là một trong hai nhóm của Minuartia s.l. với các lá đài của chúng có các đầu chóp thuôn tròn và tù, thay vì các đầu chóp nhọn, một đặc điểm được chia sẻ với nhóm chị-em của nó là Scleranthus. Nhóm khác của Minuartia s.l. với các đầu chóp lá đài thuôn tròn là nhánh mà Dillenberger & Kadereit (2014) đặt tên là Pseudocherleria. Hai nhóm được phân tách bởi sự hiện diện của lông tuyến hoặc lông không tuyến đơn bào ở Cherleria (so với lông đa bào không tuyến ở Pseudocherleria) và bởi các lá nói chung có dạng thẳng-lông cứng tới hình dùi ở Cherleria (so với hình mác ở Pseudocherleria).
Bản thân Cherleria được chia thành 3 nhánh, với một loài là C. rupestris (= Minuartia labillardierei) ở Liban có vị trí không chắc chắn.
Cherleria biflora và C. circassica là nhánh có quan hệ chị-em với phần còn lại của chi. Mặc dù cả hai đều được tìm thấy ở khu vực Kavkaz, nhưng C. biflora cũng có khu vực ở vòng quanh Bắc cực, kéo dài về phía nam đến dãy Alp của châu Âu và các dãy núi Sierra Nevada và Rocky ở Bắc Mỹ. Một nhánh khác chứa ba loài Bắc cực là C. arctica, C. obtusiloba và C. yukonensis mở rộng về phía nam tới Bắc Mỹ dọc theo dãy núi Rocky. Ba loài này tạo thành một phức hợp đa bội và nhiều câu hỏi vẫn còn bỏ ngỏ với nhánh này, bao gồm như câu hỏi về việc các loài cây này đã bao nhiêu lần xâm chiếm miền trung và miền nam dãy núi Rocky từ Bắc cực và phía bắc dãy núi Rocky. Nhánh Bắc cực và Bắc Mỹ này là chị-em với một nhánh bao gồm các loài ở châu Âu, nhánh chứa hầu hết các loài của chi Cherleria. Nhánh này có sự đa dạng nhất ở bán đảo Balkan (8 loài) và ở dãy núi Alps (4 loài).

## Các loài
Chi này hiện tại được công nhận gồm 19 loài.
- Cherleria arctica (Steven ex Ser.) A.J.Moore & Dillenb., 2017
- Cherleria baldaccii (Halácsy) A.J.Moore & Dillenb., 2017
- Cherleria biflora (L.) A.J.Moore & Dillenb., 2017
- Cherleria capillacea (All.) A.J.Moore & Dillenb., 2017
- Cherleria circassica (Albov) A.J.Moore & Dillenb., 2017
- Cherleria dirphya (Trigas & Iatroú) A.J.Moore & Dillenb., 2017
- Cherleria doerfleri (Hayek) A.J.Moore & Dillenb., 2017
- Cherleria eglandulosa (Fenzl) Fedor., 2015
- Cherleria garckeana (Asch. & Sint. ex Boiss.) A.J.Moore & Dillenb., 2017
- Cherleria handelii (Mattf.) A.J.Moore & Dillenb., 2017
- Cherleria langii (G.Reuss) A.J.Moore & Dillenb., 2017
- Cherleria laricifolia (L.) Iamonico, 2016
- Cherleria marcescens (Fernald) A.J.Moore & Dillenb., 2017
- Cherleria obtusiloba (Rydb.) A.J.Moore & Dillenb., 2017
- Cherleria parnonia (Kamari) A.J.Moore & Dillenb., 2017
- Cherleria rupestris (Labill.) A.J.Moore & Dillenb., 2017
- Cherleria sedoides L., 1753
- Cherleria wettsteinii (Mattf.) A.J.Moore & Dillenb., 2017
- Cherleria yukonensis (Hultén) A.J.Moore & Dillenb., 2017